# 首都高速11号台場線
首都高速11号台場線（しゅとこうそく11ごうだいばせん）は、東京都の、港区の芝浦ジャンクション（JCT）から江東区（一部港区）の有明JCTに至る、首都高速道路の路線である。
道路法上の名称は東京都道首都高速11号線であるが、元々の都市計画法上の都市計画事業としての名称は、東京都市計画道路都市高速道路第12号線である。

## 概要
千葉方面および神奈川方面から都心へ向かう交通を1号羽田線や6号向島線などから湾岸線に分散させ、箱崎JCT・江戸橋JCTや1号羽田線本線の渋滞を渋滞を緩和させるために、東京港第一航路で隔てられた1号羽田線と湾岸線を直結する路線として建設された。同時に、1990年代から開発が進められた東京臨海副都心地域（レインボータウン）と都心部を結ぶ路線としての機能も有する。
東京港第一航路をまたぐために、全長798 m、中央径間570 mという東日本最大（建設当時）の吊り橋・レインボーブリッジが建設されており、レインボーブリッジ自体が本路線の別名ともなっている。

## 路線番号
11

## 接続高速道路
- 首都高速1号羽田線（芝浦JCTで接続）
- 首都高速湾岸線（有明JCTで接続）

## 出入口など
- 全線東京都内に所在。

| 出入口 番号 | 施設名     | 接続路線名            | 起点 から (km) | 備考                 | 所在地 |
| ----------- | ---------- | --------------------- | -------------- | -------------------- | ------ |
| -           | 芝浦JCT    | 羽田線 新宿・銀座方面 | 0.0            |                      | 港区   |
| -           | 芝浦PA     | -                     |                | 新宿・銀座方面       | 港区   |
| 1101        | 台場出入口 |                       | 2.3            | 新宿・銀座方面出入口 | 港区   |
| -           | 有明JCT    | 湾岸線                | 3.9            |                      | 江東区 |

## 歴史
- 1993年（平成5年）8月26日 : 芝浦JCT - 有明JCT開通、全線開通。

## 交通量
24時間交通量（台）　道路交通センサス
| 区間                 | 平成17（2005）年度 | 平成22（2010）年度 | 平成27（2015）年度 |
| -------------------- | ------------------ | ------------------ | ------------------ |
| 芝浦JCT - 台場出入口 | 67,842             | 66,811             | 57,887             |
| 台場出入口 - 有明JCT | 67,842             | 55,858             | 45,964             |

（出典：「平成22年度道路交通センサス」・「平成27年度全国道路・街路交通情勢調査」（国土交通省ホームページ）より一部データを抜粋して作成）
- 令和2年度に実施予定だった交通量調査は、新型コロナウイルスの影響で延期された[3]。

## ギャラリー

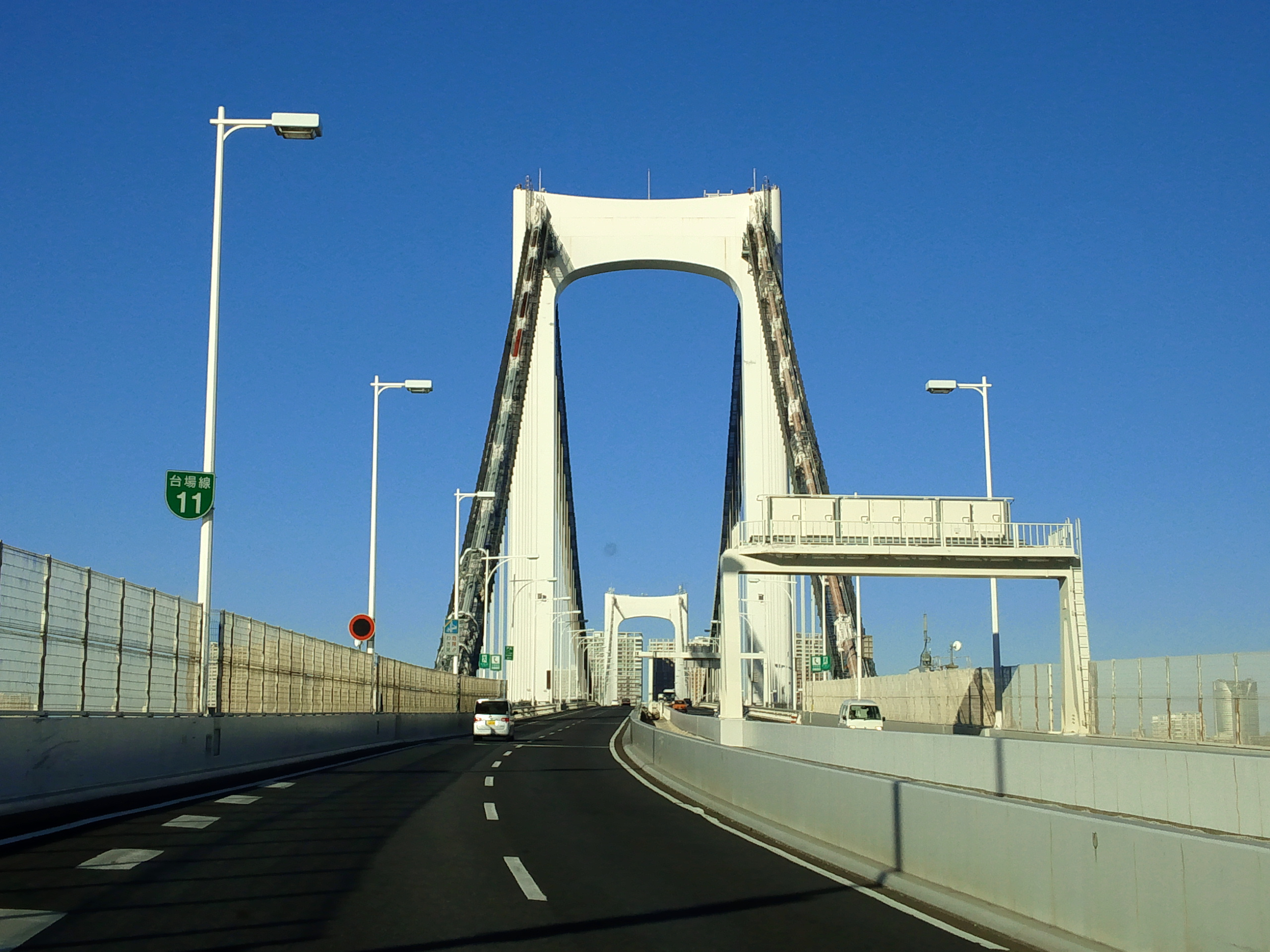
11号台場線レインボーブリッジ付近
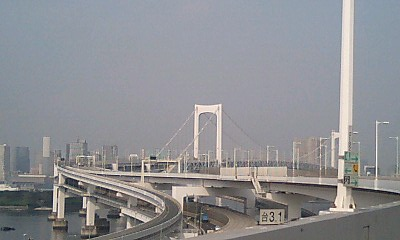
首都高速11号台場線（台場方面）からレインボーブリッジを望む
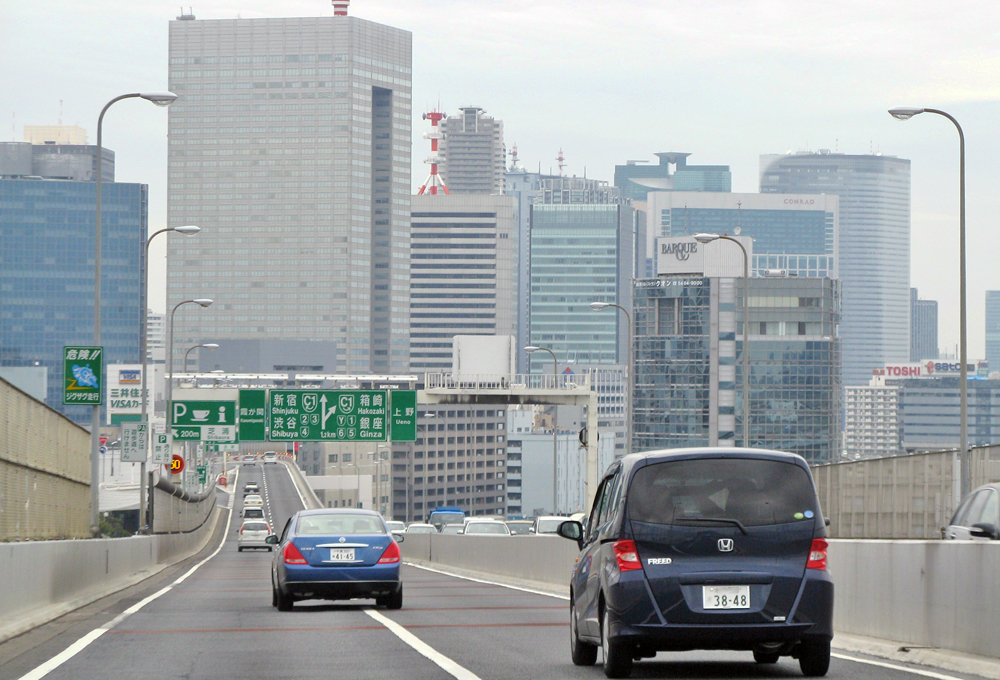
芝浦PA周辺
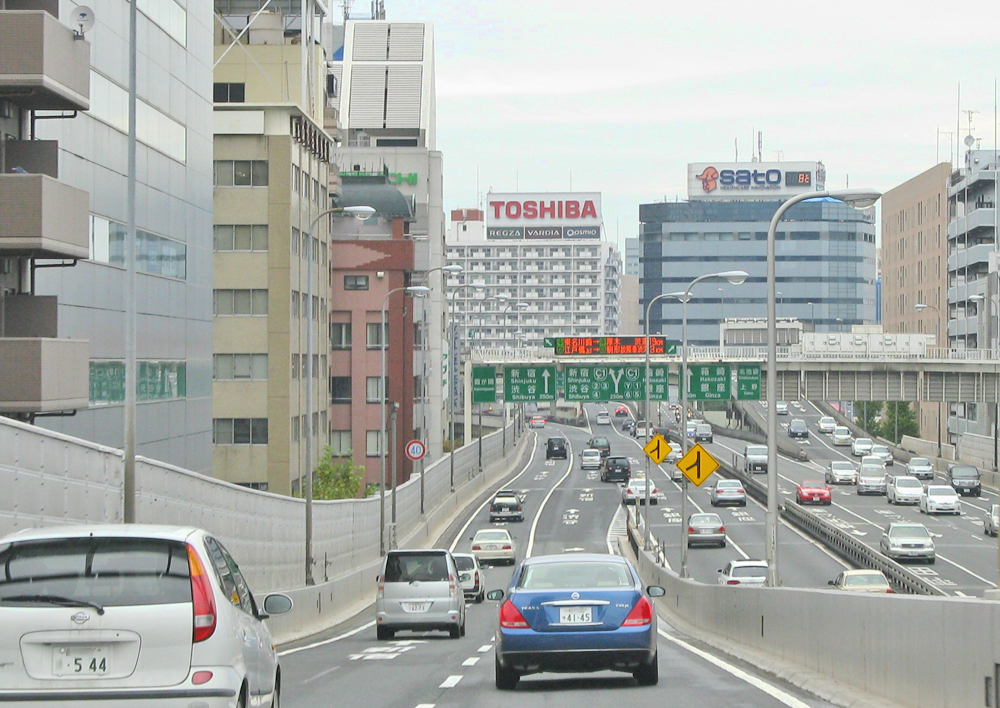
芝浦ジャンクション
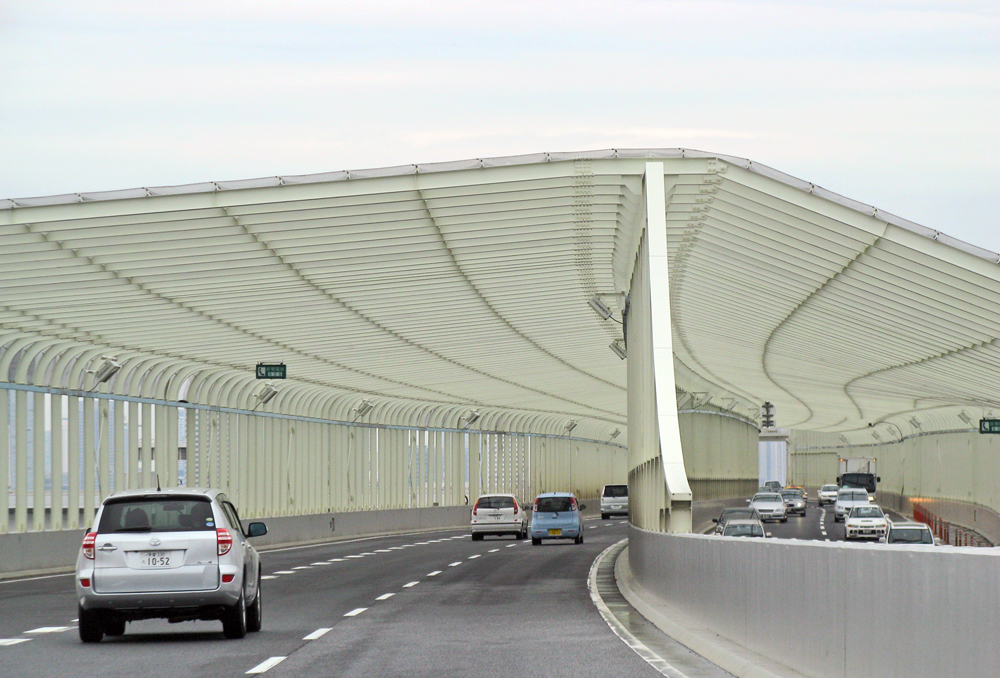
防護柵(近くにゴルフ練習場があったため、業者と折半して設置された。ゴルフ練習場が廃止されてからも防護柵＝金網は撤去されずに残していたが現在は撤去されている)